# Bad to the Bone (album George Thorogood and the Destroyers)
Bad to the Bone è il quinto album in studio di George Thorogood and The Destroyers uscito nel 1982.

## Tracce
1. Back to Wentzville (George Thorogood) – 3:30
2. Blue Highway (Getz, Gravenites) – 4:44
3. Nobody but Me (The Isley Brothers) – 3:28
4. It's a Sin (Jimmy Reed) – 3:32
5. New Boogie Chillun (John Lee Hooker) – 5:03
6. Bad to the Bone (Thorogood) – 4:52
7. Miss Luann (Thorogood) – 4:13
8. As the Years Go Passing By (Deadric Malone) – 5:03
9. No Particular Place to Go (Chuck Berry) – 4:00
10. Wanted Man (Bob Dylan) – 3:12

Tracce aggiuntive dell'edizione del 25º anniversario
1. That Philly Thing (Thorogood) – 2:25[1]
2. Blue Highway (Getz, Graventine) – 4:08[2]
3. New Boogie Chillun (John Lee Hooker) – 7:10[2]
4. No Particular Place to Go (Chuck Berry) – 4:26[2]
5. As the Years Go Passing By (Gareth Malone) – 4:44[2]
6. Bad to the Bone (Thorogood) – 7:05[2]
7. Wanted Man (Bob Dylan) – 3:57[2]